# Burkhard Jasper

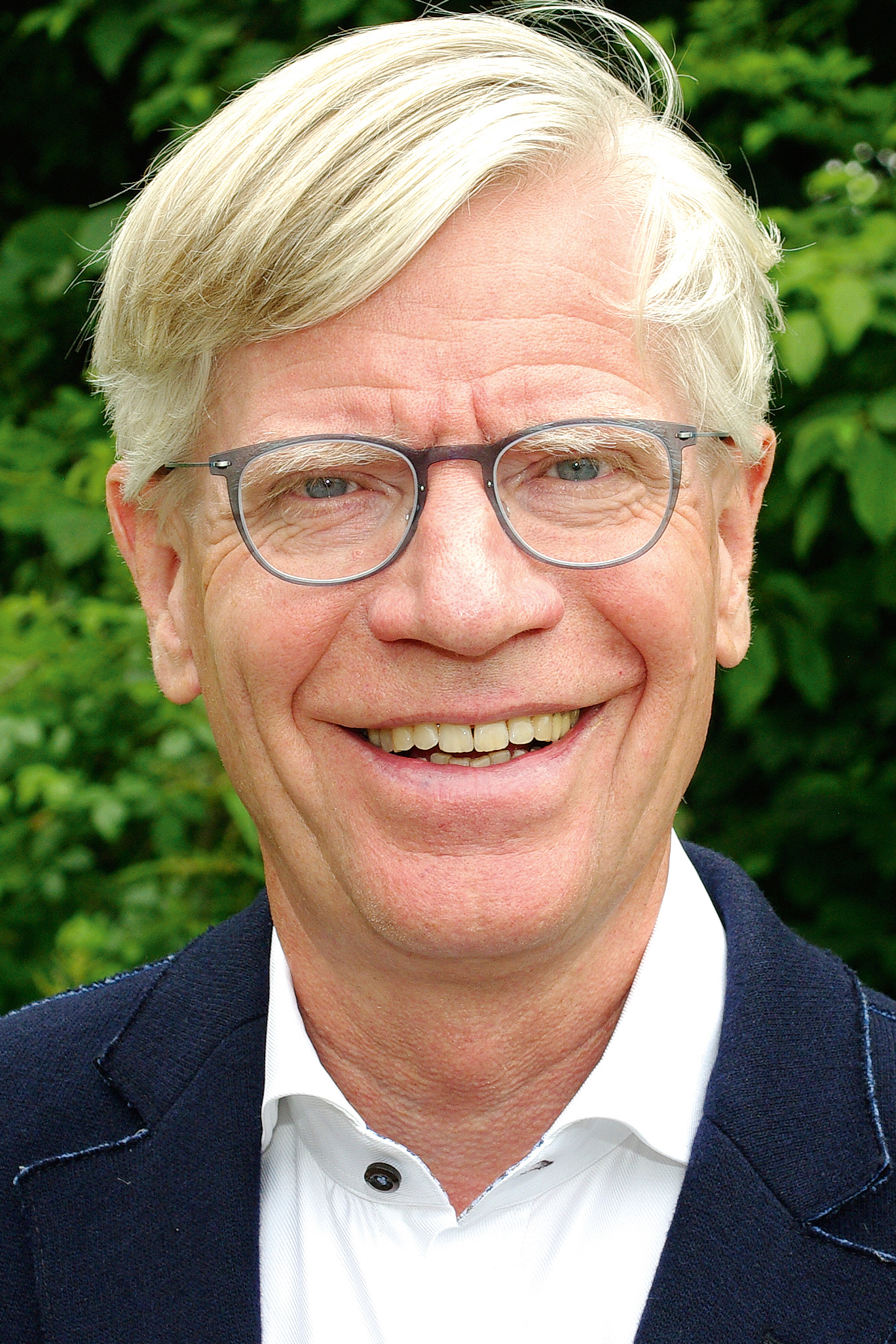
Burkhard Jasper, 2017

Burkhard Jasper (* 25. Dezember 1954 in Osnabrück) ist ein deutscher Politiker (CDU). Von 2013 bis 2022 war er Mitglied des Niedersächsischen Landtags.

## Leben

### Ausbildung, Beruf und Familie
Burkhard Jasper besuchte das Graf-Stauffenberg-Gymnasium in Osnabrück und beendete seine schulische Laufbahn 1974 mit dem Abitur. Nachdem er den 15-monatigen Grundwehrdienst bei den Pionieren in Dörverden abgeleistet hatte, studierte er an der Westfälischen Wilhelms-Universität Münster Wirtschaftswissenschaften und erwarb 1980 den Abschluss des Diplomvolkswirts. Anschließend trat er als Geschäftsführer in die Handelsvertretung seines Vaters ein. Von 2010 bis 2013 war er als selbstständiger Unternehmensberater tätig.
Er ist römisch-katholischer Konfession und verheiratet.

### Politik
Jasper trat 1972 in die CDU ein. Von 1983 bis 1985 war er Kreisvorsitzender der Jungen Union des Verbandes Osnabrück-Stadt und von 1990 bis 2013 Vorsitzender des CDU-Kreisverbandes Osnabrück-Stadt.
Von 1990 bis 2021 gehörte Burkhard Jasper dem Rat der Stadt Osnabrück an. Dieser hat ihn ab 1996 jeweils in den konstituierenden Sitzungen zum ehrenamtlichen Bürgermeister gewählt. Bis er 2019 dieses Amt aufgab, vertrat er den Oberbürgermeister bei repräsentativen Aufgaben. Von 1994 bis 1996 sowie von 2001 bis 2002 war er Vorsitzender der CDU-Ratsfraktion.
Während Jaspers Schwerpunkt zunächst im Bereich der Jugendhilfe und dann in der Stadtentwicklung lag, bildete anschließend die Finanzpolitik das Zentrum seiner kommunalpolitischen Arbeit. Von 2002 bis 2018 war er Vorsitzender des Finanzausschusses und von 1991 bis 2019 Mitglied des Verwaltungsausschusses der Stadt Osnabrück.
Im Rahmen seines kommunalpolitischen Engagements vertrat Jasper in den Jahren von 2000 bis 2017 und von 2019 bis 2022 die Stadt im Verwaltungsrat der Sparkasse Osnabrück. Von 2005 bis 2007 war er Vorsitzender des Verwaltungsrates und stellvertretendes Mitglied des Verbandsvorstandes des Sparkassenverbandes Niedersachsen. 2013 war er erneut Vorsitzender des Verwaltungsrates.
Von Mai 1994 bis Oktober 2021 war er Mitglied des Aufsichtsrates der WFO Wirtschaftsförderung Osnabrück GmbH, seit März 2005 Mitglied des Kuratoriums der Zoogesellschaft und seit Änderung der Gesellschaftsstruktur im Jahr 2012 des Beirates der Zoo Osnabrück GmbH. Dem Vorstand des Verkehrsvereins Stadt und Land Osnabrück e.V. gehört er seit 2007 an.
Mit Beschluss des Rates vom 31. August 2010 ist er Träger des Ehrenringes der Stadt Osnabrück.
Bei der niedersächsischen Landtagswahl am 20. Januar 2013 gewann Jasper als Direktkandidat der CDU den Wahlkreis Osnabrück-West mit 39,7 % der Erststimmen und schaffte so den Einzug in den niedersächsischen Landtag.
Während seiner Abgeordnetentätigkeit war er Mitglied des Ausschusses für „Wissenschaft und Kultur“, zuletzt als stellvertretender Vorsitzender, sowie des Ausschusses für „Soziales, Gesundheit und Gleichstellung“. In seiner ersten Legislaturperiode gehörte er auch dem Unterausschuss „Häfen und Schifffahrt“ und in seiner zweiten der Enquetekommission zur Sicherstellung der ambulanten und stationären medizinischen Versorgung in Niedersachsen an.
Schwerpunktmäßig setzte sich Jasper für die Förderung des Transports von Gütern auf den Wasserstraßen ein (Ausbau der Schleusen zum Osnabrücker Hafen). Im Hochschulbereich engagierte er sich für bessere Studienbedingungen durch Neubauten und Anmietungen sowie für die Nutzung der Chancen der künstlichen Intelligenz. Des Weiteren war insbesondere die Erhaltung des Niedersächsischen Instituts für frühkindliche Bildung und Entwicklung (nifbe) eines der zentralen Anliegen Jaspers Wirken im Landtag. Auch durch seinen Einsatz konnte erreicht werden, dass dieses Institut im Kern erhalten wurde. Als kulturpolitischer Sprecher der CDU-Landtagsfraktion war er maßgeblich an der Erarbeitung des Kulturfördergesetzes beteiligt, das der Landtag im Juni 2022 beschlossen hat.
Im sozialen Bereich waren die gute Betreuung Pflegebedürftiger (Heimgesetz), die ausreichende Versorgung mit Hausärzten, das Krankenhausgesetz und der Sonntagsschutz (Gesetz über Ladenöffnungs- und Verkaufszeiten) Themen, mit denen sich Jasper intensiv beschäftigte.
Jasper nahm an der sechzehnten Bundesversammlung anlässlich der Wahl des 12. deutschen Bundespräsidenten am 12. Februar 2017 im Reichstagsgebäude in Berlin teil.
Bei der Landtagswahl 2017 wurde Jasper über die Landesliste der CDU erneut in den Landtag gewählt. Zur Landtagswahl 2022 trat er nicht erneut an.

### Weiteres Engagement
Neben seinem politischen Engagement ist Jasper seit vielen Jahren im kirchlichen Bereich aktiv. Während er von 1987 bis 1993 Mitglied des Pfarrgemeinderates von St. Pius in Osnabrück war, zunächst als stellvertretender Vorsitzender und die letzten drei Jahre als Vorsitzender, ist er seit 1999 Mitglied im KKV Osning, der Ortsgemeinschaft in Osnabrück im Verband der Katholiken in Wirtschaft und Verwaltung. Von 2002 bis 2022 war Jasper durch Ernennung des Bischofs Mitglied des Aufsichtsrates der MKO (Managementgesellschaft katholischer Krankenhäuser der Region Osnabrück mbH) bzw. nach der Umbenennung der Niels-Stensen Kliniken. Seit 1978 ist er Mitglied der katholischen Studentenverbindung KDStV Alemannia Greifswald und Münster.
Im April 2014 wurde Burkhard Jasper einstimmig, auf Vorschlag der CDU-Landtagsfraktion, in den Landesvorstand des Volksbundes Deutsche Kriegsgräberfürsorge e. V. gewählt. Seit Juni 2015 ist er stellvertretender Landesvorsitzender des Volksbundes in Niedersachsen.
Im Mai 2015 wurde er als Nachfolger von Hans-Gert Pöttering, dem ehemaligen Präsidenten des Europäischen Parlaments, Schirmherr des Musikfestivals „classic con brio“.
2019 wurde Burkhard Jasper in den Katholikenrat des Bistums Osnabrück berufen.